# Đảng Bảo thủ Canada
Đảng Bảo thủ của Canada (tiếng Pháp: parti conservateur du Canada), là một đảng chính trị ở Canada đã được hình thành bởi sự hợp nhất của Liên minh Canada và Đảng Bảo thủ Tiến bộ Canada vào năm 2003. Đây là đảng cánh hữu trong nền chính trị Canada.
Đảng này đã nhận được 37,6% số phiếu phổ thông trong cuộc bầu cử liên bang năm 2008, trước khi giành chiến thắng chính phủ đa số đầu tiên của mình trong cuộc bầu cử ngày 2 tháng năm 2011. Các lãnh đạo đảng hiện nay là Pierre Poilievre. Trước đây, cựu lãnh đạo đảng Stephen Harper, đã từng người giữ chức Thủ tướng Canada từ ngày 6 tháng 2 năm 2006 cho đến ngày 4 tháng 11 năm 2015.

## Kết quả của những kỳ tổng tuyển cử đã qua
| Năm bầu cử | Lãnh tụ        | Số phiếu  | %    | Số dân biểu (/trong tổng số) | +/– | Vị trí | Chính quyền |
| ---------- | -------------- | --------- | ---- | ---------------------------- | --- | ------ | ----------- |
| 2004       | Stephen Harper | 4.019.498 | 29,6 | 99 / 308                     | 21  | 2nd    | đối lập     |
| 2006       | Stephen Harper | 5.374.071 | 36,3 | 124 / 308                    | 25  | 1st    | thiểu số    |
| 2008       | Stephen Harper | 5.209.069 | 37,7 | 143 / 308                    | 19  | 1st    | thiểu số    |
| 2011       | Stephen Harper | 5.832.401 | 39,6 | 166 / 308                    | 23  | 1st    | đa số       |
| 2015       | Stephen Harper | 5.578.101 | 31,9 | 99 / 338                     | 67  | 2nd    | đối lập     |
| 2019       | Andrew Scheer  | 6.239.227 | 34,3 | 121 / 338                    | 22  | 2nd    | đối lập     |
| 2021       | Erin O'Toole   | 5.730.515 | 33,7 | 119 / 338                    | 2   | 2nd    | đối lập     |